# Fellpresse

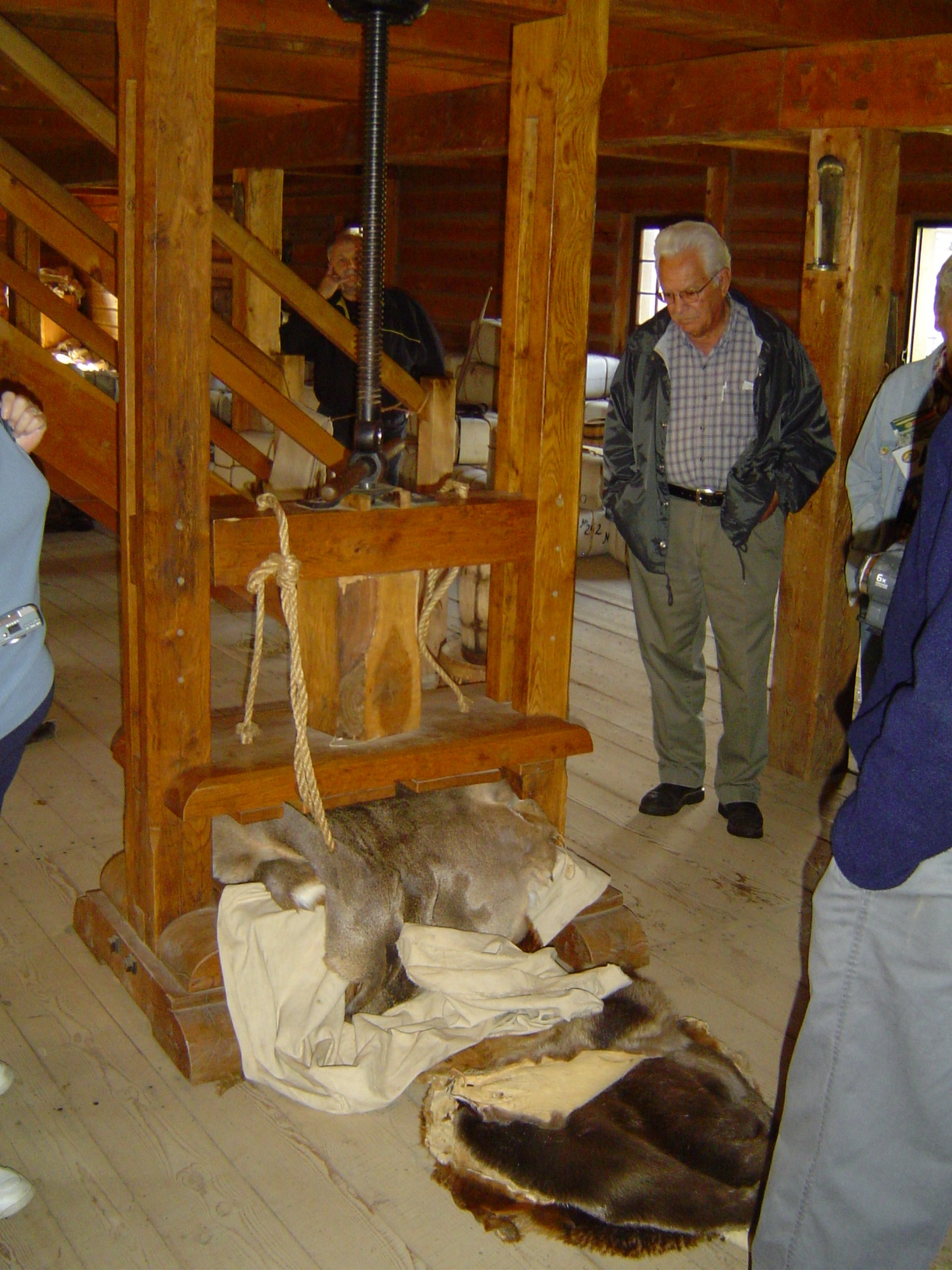
Historische Fellpresse für 90 amerikanische Pfund schwere Fellballen (Fort William Historical Park, Kanada)

Als Fellpresse werden Geräte zweier unterschiedlicher Anwendungen bezeichnet. Mit der Ballenpresse wird eine größere Zahl von Fellen zusammen komprimiert, um beim Versand Platz und Frachtgeld zu sparen.
Die zweite, eine beim Gerben von Fellen (Pelzzurichtung) verwendete Abwelkpresse, dient dazu, die zuvor eingeweichten und chemisch behandelten Häute wieder zu entwässern. Beide Varianten haben die Bauart von Schraubenpressen, für die Ledergerberei kann die Abwelkpresse auch nach Art einer Durchlauf-Wringmaschine konstruiert sein.
Historische Ballen-Fellpressen finden sich noch heute in diversen nordamerikanischen Stätten, an denen an den für die Erschließung des Kontinents bedeutenden Pelzhandel in Nordamerika erinnert wird. Teils haben die aus Holzbalken gefertigten Pressen ein beeindruckendes Ausmaß, beispielsweise die etwa 1890 in England hergestellte des Peace River Museums, Peace River, Alberta, Kanada.
Die ebenfalls das Raumvolumen verkleinernde Vakuumierung in Kunststofffolien hat inzwischen im Großversand von Fellen die Fellpresse ersetzt.

## Ballenpresse
Ein Kostenfaktor für den Handel, insbesondere bei größeren Fellen, sind die Transportkosten von den häufig weit entfernten Ursprungsländern zu den weiterverarbeitenden Betrieben. Werden diese nach Raumvolumen berechnet, lohnt es sich, die Ware kleinstmöglich zusammenzupressen. Dies ist jedoch nur insoweit sinnvoll, bis ein Qualitätsverlust durch die Beschädigung der Haare eintritt. Die Kostenberechnung nach Volumen gilt vor allem für die Seefracht, bei Luftfracht ist meist das Gewicht entscheidender („ladbares Gewicht“, das Volumen in Relation zu seinem Gewicht).
Bis die Rohfelle bei den Veredlern in den weiterverarbeitenden Ländern eintreffen, haben sie großteils einen weiten Weg hinter sich, auf dem sie, insbesondere in früherer Zeit, oft vielfältigen Beeinträchtigungen und Gefahren ausgesetzt waren. Eine Kisten- oder eine Fassverpackung wurde gewählt, wenn die Ware besonders wertvoll war und vermieden werden sollte, dass die Rohfelle durch Pressen oder Schnüren in der Qualität leiden. Besonders handelsüblich waren Kiste, Fass, Ballen, Korb, Paket und Päckchen. Waren die Überseetransporte ganz besonders wertvoll, wurden eine seetüchtige Kistenverpackung gewählt. Diese war aus solidem Holz gefertigt, wasserdichtes Ölpapier bot einen guten Schutz vor Nässe. Um einen Diebstahl zu verhindern, wurden manchmal zwei ineinander gelegte Kisten verwendet. Oft wurden die Kisten auch mit einer Zinkhülle ausgeschlagen, die am Kopfende zugelötet wurde.

Karakul-Farm Schreiber, Namibia (2017)
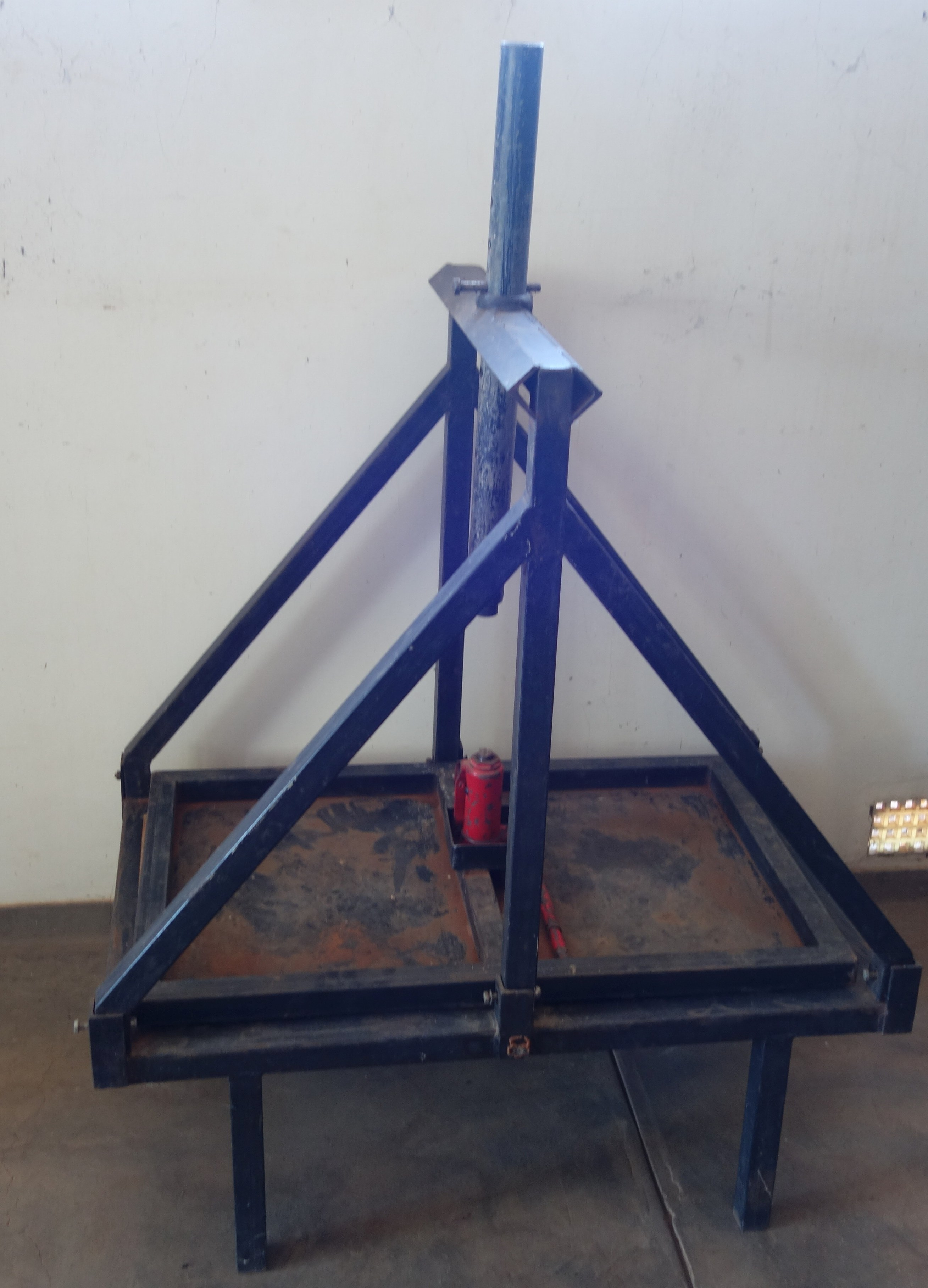
Fellpresse
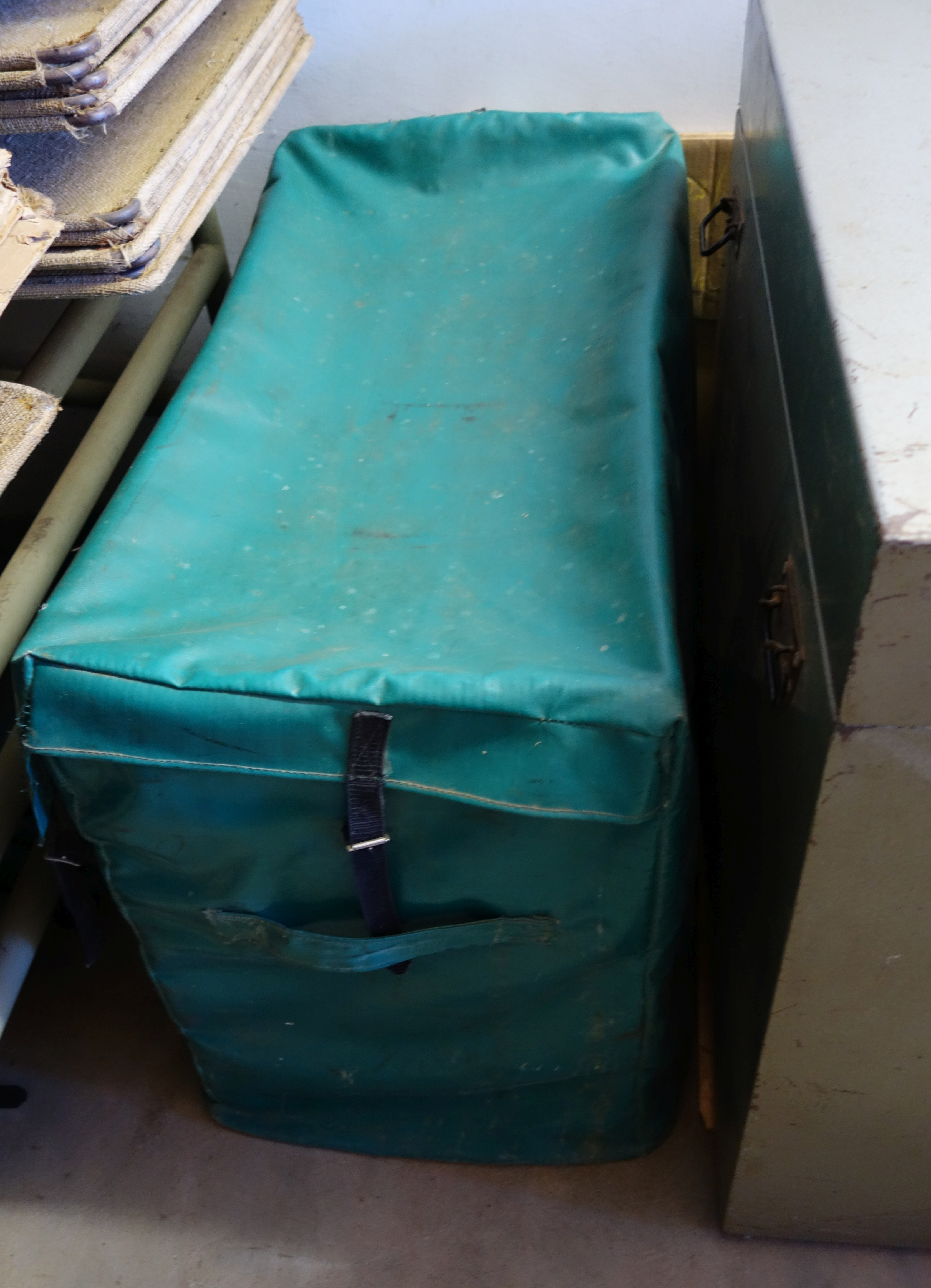
Fell-Transportkoffer

Russland versandte die Rohfelle hauptsächlich in Ballenform. Eine kunstgerechte Ballenstricklegung oder ein Ballenknüppel ermöglichten es, die Stricke sehr fest anzuziehen. Dafür mussten die Felle geschickt gelegt werden, „das heißt kreuzweise und oft verbindend mit den Fellköpfen“, um eine haltbare Masse zu schaffen. Das Ganze wurde anschließend in Bastmatten eingenäht. Seetüchtig verpackte Ballen wurden mit der Ballenpresse komprimiert: „Die rohen Felle werden dabei in Schichten in eine aus einem Holzgerüst bestehende Presse gelegt. Darauf liegen Taue, die über eine Welle gehen. Das Zusammenpressen erfolgt ruckweise über ein Zahnrad, das durch einen starken Knüppel weitergewunden wird. Die Fellmasse wird, soweit die Kraft der Arme des Packers reichen, zu einer Ballenmasse zusammengepreßt.“ Es gab jedoch im selben Jahr, 1937, bereits „Spezialpressen mit hydraulischem Druck, die viele Tausende von Rohfellen in enorme Ballengrößen“ verstauten. Zusammengehalten und geschützt wurden sie durch Stahlbänder („Bandeisen“). Rohfelle in solchen Ballen können leicht ins „Schwitzen“ oder „Heißwerden“ geraten, besonders wenn sie beim Einpacken feucht und fettig waren. Waren sie dann nicht ausreichend gepresst und es geriet Luft an die Felle, kam es häufig zu einem Anschimmeln der Felle. „Gewissenhafte Verpacker“ verhüteten Wurmfraß durch das Einstreuen von Kampfer oder Naphthalin. Nicht nur die inzwischen als Swakara bezeichneten Persianer aus Südwestafrika, dem heutigen Namibia, wurden auf der Lederseite mit einer giftigen Lösung eingestrichen, die ebenfalls Insektenfraß verhindern sollte. Mit der 2017 bei dem Karakulfarmer Schreiber der Tivoli-Farm in Namibia stehenden Fellpresse werden jeweils 400 getrocknete Swakara-Felle zusammengepresst, so dass sie in eine entsprechend große Transporttasche passen, in der sie zur Sammelstelle nach Windhoek transportiert werden.
Für schnelle Transporte und leichte Fellgewichte wurden, wie noch heute, Pakete oder Päckchen verwendet. In den 1930er Jahren wurde jedoch noch berichtet, dass die Felle nach vorherigem Einschnüren in eine Art weiße Leinwand oder in die gröbere graue Sackleinwand eingenäht wurden. Diese Pakete oder Päckchen wurden dann in kurzen Abständen gut mit Schellack versiegelt, um damit auf dem Weg die Diebstahlsgefahr zu vermindern. Ein Pappkarton als Umhüllung wurde weniger verwendet, da die Leinwandumhüllung nicht so empfindlich gegen das Werfen während des Umladens war.
- Anhand der Verpackung konnten Fachleute in den 1930er Jahren bereits die Art des Inhalts erkennen:

In handgeschnürten Ballen mit Basthülle kamen aus Russland, Sibirien und China weiße, allerdings bereits gegerbte, Hasenfelle, die nach Gewicht verkauft wurden, die Verpackung mit eingerechnet. Murmelfelle, ebenfalls ein wichtiger Exportartikel Russlands, wurden kunstgerecht gelegt und in den Lagen mit Naphthalin bestreut. Chinesische Mufflons waren ebenfalls gegerbt und ließen sich daher besser als Ballen verpacken. Um Frachtkosten zu sparen, schickten Händler aus Nordamerika sowie Australien, Bisam-, Opossum-, Wallaby- und Bisamfelle, aus Südamerika Nutria-, Opossum- und Fuchsfelle in besonders großen Ballen verpackt, aber auch in seetüchtigen Kisten. Auch die Steppenfuchsfelle aus Kleinasien kamen in Ballen, „die aber oft eine sorgfältige Verpackung vermissen lassen“. Die rohen Persianer aus Russland, die schon mit einer Kleiebeize vorbehandelt waren, wurden mit farbigen Wollfäden gebündelt, in eine weiße Häutehülle verschnürt, über die eine weitere Leinwand als Außenumhüllung kam. Indiens Hauptpelzartikel, Indisch Lammfelle und Indisch Breitschwanz, erst seit Ende der 1920er Jahre im Handel, kamen meist ebenfalls als Leinwandpäckchen.
Hermelin-, Marder- und Kolinskyfelle wurden bei größeren Anlieferungen immer in den widerstandsfähigeren Bastkörben verpackt.
Rohe Seehund- und Robbenfelle wurden in der Regel in Fässern eingepökelt angeliefert. Die Seehundfelle wurden zuvor gewaschen, um Tranflecken zu entfernen, die bei längerer Lagerung zu einem nur schwer wieder zu beseitigen Vergilben führen. In Finnland wurden, insbesondere für den Versand von Edelfuchsfellen, gern Fässer verwendet. Das langhaarige Fell von Blau-, Silber-, Weiß und Rotfüchsen leidet beim Zusammenpressen oder Schnüren.
Die bereits vorgegerbten Tibetlammfelle aus China kamen in rechteckigen Kisten aus besonders hartem Holz, innen mit orangefarbenem Ölpapier ausgeschlagen.

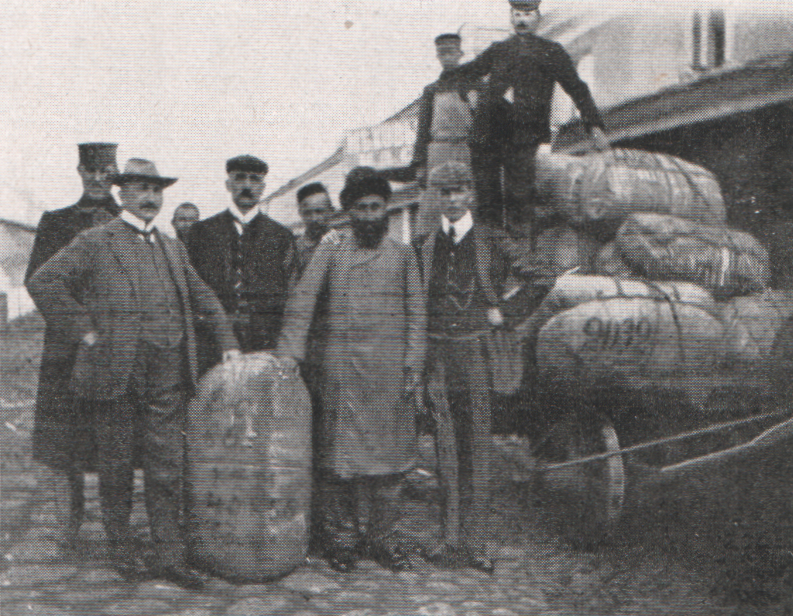
Russland: Händler mit Fellballen, Messe in Nischni-Nowgorod (vor 1912)
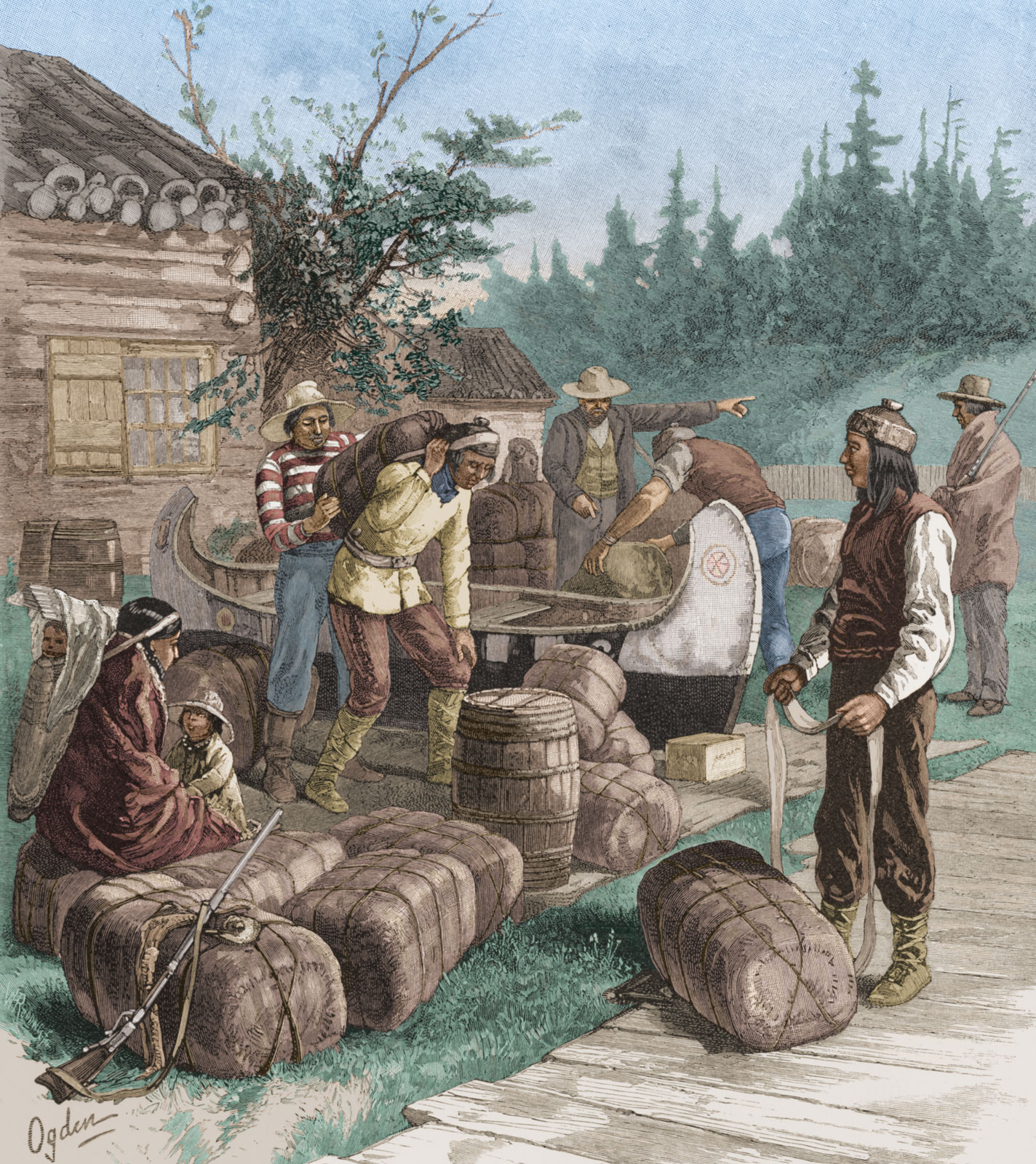
Kanada: Handelsposten mit Fellballen (Zeichnung, 1882)
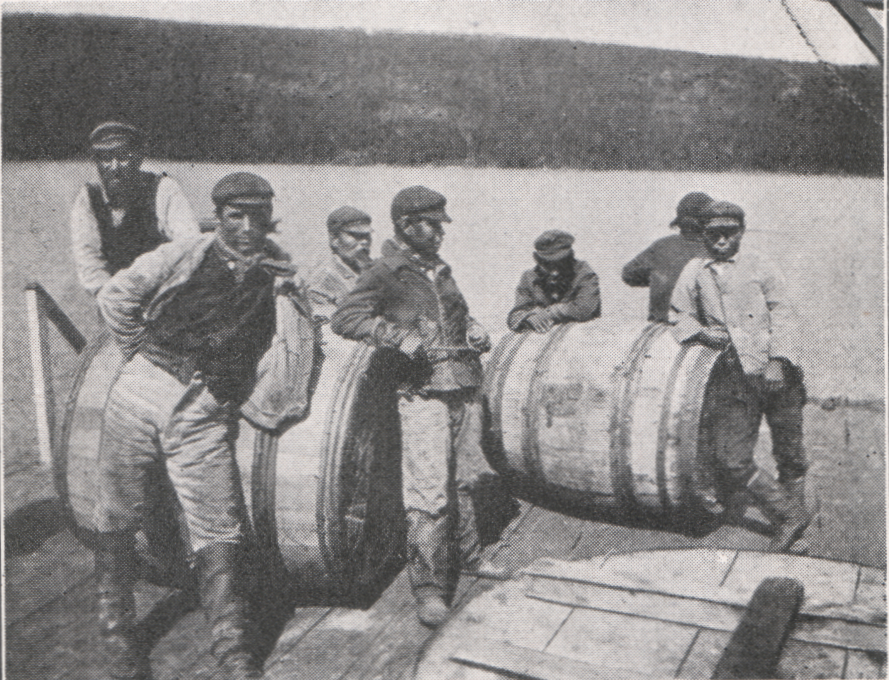
Labrador: Fellverladung in Fässern (vor 1912)

## Abwelkpresse

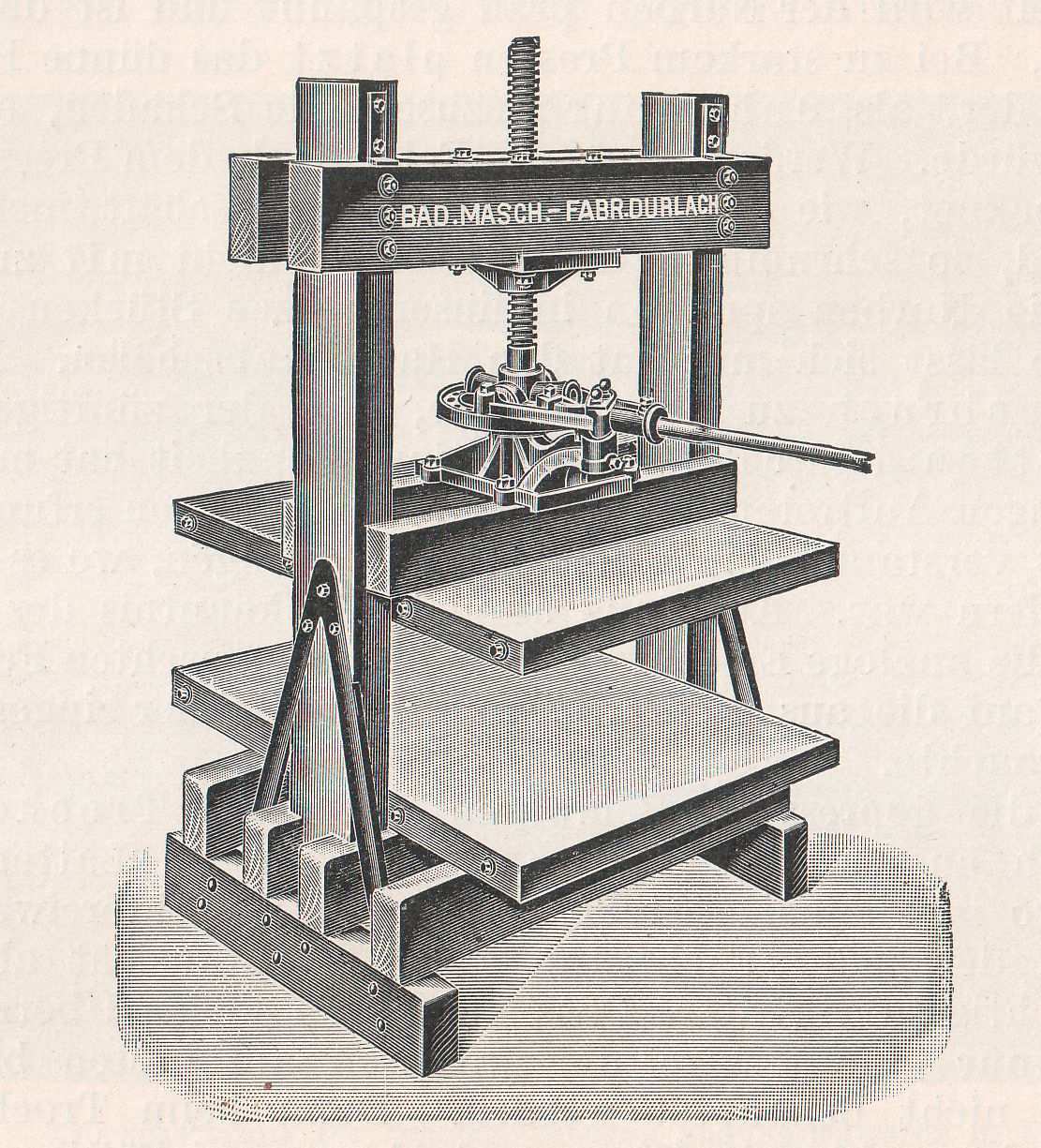
Handpresse des Pelzzurichters (Badische Maschinenfabrik Durlach, 1914)

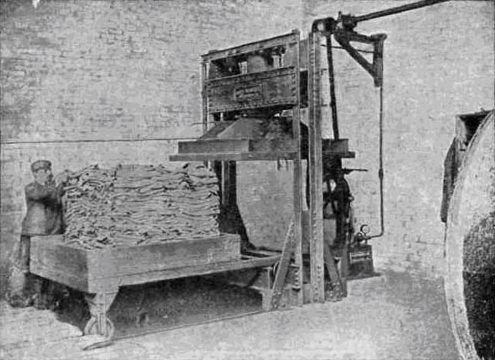
Alte, große Abwelkpresse der Lederindustrie

Würde man die Feuchtigkeit der Felle nach der Behandlung in den Zurichter- oder Färberflotten ausschließlich durch Erwärmen oder durch Lufttrocknung entfernen wollen, wäre ein unvertretbares Maß an Energie beziehungsweise eine zu lange Dauer des Trocknungsprozesses notwendig. Deshalb wird zunächst durch Zentrifugieren oder Abwelken ein mechanisches Entwässern vorgenommen. Nachdem die Felle danach eventuell noch einmal mechanisch behandelt wurden erfolgt die endgültige Trocknung. Der Trocknungsvorgang dauert je nach den angewandten Temperaturen, der Luftfeuchtigkeit, der zu verdunstenden Menge an Wasser und den weiteren betrieblichen Bedingungen einige Stunden bis Tage. Warmlufttonnen und Siebtrommeltrockner können den Vorgang beschleunigen.
Für die hydraulische Presse wird in einem deutschen Pelzveredler-Fachbuch angegeben, sie sei 1938 in Deutschland erstmals gebaut worden. Jedoch wird ein, offenbar für Pelzfelle wenig geeignetes Gerät, bereits 1914 in einem Kürschnerhandbuch erwähnt:
„Ist somit das Ziel der Beizfassbehandlung erreicht, wird die Ware gepresst. Dazu bedient man sich der Hand-, niemals der hydraulischen Presse.“
Im gleichen Werk wird beschrieben, welche Schäden bei einem zu starken Pressen auch bei einer Handpresse auftreten können:
„Mit dieser Presse kann man den Druck um ganz allmählich zunehmende Grade steigern, so dass einem Zerdrücken schwächer Fellpartien ebenso vorgebeugt wird, als dem Sprengen des nunmehr gleichzeitig ausgebildeten garen Haarhäutchen oder der Narben [oberste Haut des Leders]. In diesem zarten Organ ist jedes Haar wie in einem feinen Fasernetz an seinem unteren Ende eingesenkt. Durch Feuchtigkeit wird der Narben prall gespannt und ist dann leicht zerreißbar. Bei zu starkem Pressen platzt das dünne Häutchen, ohne dass der, als unheilbar anzusehende Schaden, sofort bemerkbar würde. Werden dann die Felle nach dem Pressen etwas flott getrocknet, wie das bei drängendem Geschäft meistens gemacht wird, so schrumpfen die Rissstellen nicht mit zusammen, sondern die Narben springen in linsengroße Stücken auf, und das übrige lässt sich mitsamt den Haaren abschälen. Für diese als Narbenbruch zu bezeichnende, von der zünftigen Praxis als Schnatten gefürchtete Fabrikationskrankheit hat man wegen ihres häufigen Auftretens besonders teure Mixturen erfunden, weil man nicht verstand, dem Übel dort vorzubeugen, wo es kostenlos zu verhindern war.“
Großflächige Felle oder Häute werden durch Einzelbearbeitung mit Abwelkpressen entwässert, die gleichzeitig eine reckende, flächenvergrößernde Wirkung ausüben.